# Ipso iure
Ipso iure (lateinisch für „durch das Recht selbst“; deutsche Schreibung gemäß Duden ipso jure, deutsche Entsprechung von Rechts wegen (v. R. w.), auch „kraft Gesetzes“) ist in der Rechtsprechung eine lateinische Phrase, wonach eine rechtliche Wirkung oder ein rechtlicher Erfolg ohne ein weiteres Zutun der Beteiligten eintritt.
Ein gutes Beispiel für eine Wirkung ipso iure ist in Deutschland der Anfall einer Erbschaft: Voraussetzung ist hier nur der Todesfall des Erblassers. Im selben Moment rücken der Erbe bzw. die Erben, allein weil das Gesetz es so bestimmt, in die Stellung des Erblassers ein, ob dieser oder diese es zunächst wollen oder nicht.
Ein weiteres Beispiel für das Ipso-iure-System (auch ipsa lege genannt) ist in Deutschland der Denkmalschutz, der in der Kompetenz der Bundesländer liegt. In den meisten Bundesländern stehen alle Objekte kraft Gesetzes unter Denkmalschutz, die die im Gesetz definierten Kriterien für ein Denkmal erfüllen (sog. „deklaratorisches Verfahren“). Es ist dadurch möglich, dass nicht nur bisher unentdeckte Bodendenkmale, sondern auch Gebäude unter Denkmalschutz stehen und daraus für die jeweiligen Eigentümer ohne ihr Wissen die vom Grundgesetz garantierte freie Verfügung über ihr Eigentum eingeschränkt wird, weil durch die Denkmaleigenschaft die Sozialpflichtigkeit des Eigentums aktiviert wird. Anders verhält es sich z. B. in Nordrhein-Westfalen, wo das Denkmalschutzgesetz nur solche Bauten schützt, die in einem Verwaltungsverfahren in eine Denkmalliste eingetragen wurden („konstitutives Verfahren“).
Die deutsche Entsprechung von Rechts wegen findet sich als Formel beispielsweise in Urteilen deutscher Gerichte.